# Bočni kanal uz Vrljiku
Bočni kanal uz Vrljiku este o arie protejată (sit de importanță comunitară — SCI) din Croația întinsă pe o suprafață de 3,27 ha, integral pe uscat.

## Localizare
Centrul sitului Bočni kanal uz Vrljiku este situat la coordonatele 43°26′25″N 17°11′12″E / 43.440149°N 17.186558°E.

## Înființare
Situl Bočni kanal uz Vrljiku a fost declarat sit de importanță comunitară în iulie 2013 pentru a proteja 1 specie de animale.

## Biodiversitate
Situată în ecoregiunea mediteraneană, aria protejată nu include niciun habitat protejat.
La baza desemnării sitului se află o specie protejată de  nevertebrate: Austropotamobius pallipes.